# Olivier Sadran
Olivier Sadran, né le 6 septembre 1969 à Toulouse, est le co-président de la société Newrest (restauration aérienne).

## Biographie
Né à Toulouse, Olivier Sadran est passionné de sport et s'adonne au football. C'est ainsi un ancien latéral droit en cadets nationaux. À l'âge de dix-huit ans, il s'inscrit à la faculté de droit.

### Carrière professionnelle
En 1990, il crée une entreprise de restauration pour les ouvriers du chantier du métro de Toulouse qu'il revend quelques années plus tard à Sodexo,. En 1996, avec la déréglementation du marché aérien, il crée Catair, une société de catering basée à l'aéroport de Toulouse-Blagnac, qui va rapidement se développer et s'étendre à d'autres plates-formes aériennes françaises. En 2000, la multinationale britannique Compass Group prend 20 % de la société, puis organise un rapprochement avec sa filiale Eurest Inflight, spécialisée elle aussi dans le catering. Olivier Sadran prend la direction du nouvel ensemble. En 2005, Compass Group souhaite se séparer de son activité de catering, et la société est alors rachetée via un Management Buy Out par sa direction et ses principaux cadres, devenant la société Newrest (6 000 collaborateurs et 311 millions d'euros de CA) ; Olivier Sadran en prend la direction. En 2013, l'entreprise emploie plus de 23 000 salariés dans le monde et génère plus de 600 millions d'euros de chiffre d'affaires. Trois ans plus tard, elle compte 5 000 salariés supplémentaires et voit son chiffre d'affaires dépasser le milliard d'euros.
Il est également président de Bébébiz, acteur majeur dans la gestion des crèches de la région toulousaine.

### Président du Toulouse FC
Olivier Sadran est avant tout connu comme étant le président du Toulouse Football Club, club de football de l'élite professionnelle française, de 2001 à 2020.
Il prend la tête du club exsangue au tribunal de commerce de Toulouse et lui permet de monter du National à la Ligue 1 au bout de deux saisons.  Il déclare d'ailleurs : « Je suis propriétaire du club. Je suis donc directement responsable des grands équilibres économiques. Nous vivons au rythme d'une entreprise qui progresse ». Ainsi, le club grandit sous son ère, ce qui permet au club de la 4e ville de France de terminer 3e du championnat lors de la saison 2006-2007 et donc de connaître la Ligue des champions en 2007. Affrontant Liverpool, le TFC essuie une défaite 1-0 à l'aller, puis 4-0. Le club participe par la suite à la Ligue Europa (anciennement Coupe UEFA) (Coupe UEFA 2007-2008 et Ligue Europa 2009-2010). 
De 2010 à 2014, Toulouse ne se qualifie plus pour les coupes européennes, mais reste dans la première partie de tableau, objectif annoncé du club.
Membre du bureau de la Ligue de football professionnel (LFP) depuis 2009, Olivier Sadran est élu en 2014 en compagnie de Nasser al-Khelaïfi, président du PSG, au Conseil d'administration de cette dernière. Cependant, deux ans plus tard, il prend la décision de ne pas se représenter, dénonçant le comportement « ridicule » de certains et déclarant à propos du président de l'AJ Auxerre Guy Cotret que « c'est un procédurier belliqueux qui passe son temps à mettre de l'huile sur le feu ».
À partir de 2014, les saisons sont plus difficiles. En effet, Toulouse termine de justesse 17e lors de la saison 2014-2015 ainsi que lors de la saison suivante. Cette dernière saison fut particulièrement éprouvante pour le club qui comptait 10 points de retard au terme de la 28e journée avant de se sauver in extrémis avec son nouvel entraineur Pascal Dupraz par une victoire 3-2 à l'extérieur contre Angers,. La saison 2016-2017 voit le club finir 13e, mais la saison suivante est de nouveau le théâtre d'un sauvetage de justesse puisque le TFC termine la saison à la 18e place et ne parvient à rester en Ligue 1 qu'en passant par un barrage de relégation.
À partir de sa prise de fonction, Olivier Sadran a connu huit entraîneurs avec Erick Mombaerts, Élie Baup, Alain Casanova, Dominique Arribagé, Pascal Dupraz, Mickaël Debève, Antoine Kombouaré et Denis Zanko.
Le 20 juillet 2020, il laisse le club avec une nouvelle ère aux investisseurs américains RedBird Capital Partners tout en gardant 15% des parts du club.

## Vie privée
Oliver Sadran est marié avec une femme prénommée Sophie cavalière amateure ayant travaillé au sein du Toulouse Football Club,.
Père d'un fils et de deux filles cavalières de haut niveau, Jeanne et Louise,, il est propriétaire depuis 2018 avec son épouse d'une écurie d'environ 25 chevaux à Gauré (Haute-Garonne)